# Microsoft Reader
Microsoft Reader è stato un software per la lettura di ebook distribuito gratuitamente da Microsoft. Il formato di file utilizzato è un formato proprietario con estensione .lit, basato su Microsoft Compressed HTML Help.
Distribuito a partire dal 2000 per Microsoft Windows e Pocket PC, utilizzava la tecnologia ClearType. Tra le funzionalità di Microsoft Reader, oltre che la ricerca del testo all'interno del documento, figurano la possibilità di aggiungere segnalibri, evidenziare il testo e la consultazione di un dizionario interno.
Microsoft ha annunciato l'interruzione degli ebook in formato .lit a partire dall'8 novembre 2011 con la terminazione effettiva di Microsoft Reader fissata per il 30 agosto 2012.
In Windows 8 Microsoft ha incluso un software denominato Reader per la lettura di file PDF, XPS e TIFF, sostituito in Windows 10 da Microsoft Edge.